# Гільдуїн
Гільдуїн (нім. Liutbert; бл. 785 — бл. 855) — церковний і освітній діяч, письменник, перекладач Франкської імперії, 4-й архієпископ Кельна в 842—849 роках.

## Життєпис
Походив з франкського знатного роду. Висловлюється слушне припущення, що він був небожем імператриці Гільдегарди з Вінцгау, матері імператора Людовика I.
Навчався в палацовій школі під орудою Алкуїна або Вальдо Рейхенауського. Згодом Гільдуїн листувався з абатом Фульдського монастиря Храбаном Мавром.
814 року після смерті Вальдо Рейхенауського був призначений на посаду абата монастиря Сен-Дені, хоча не був ченцем. Згодом стає абатом монастирів Святого Германа в Парижі, Святого Медарда в Суассоні та Святого Оуена в Руані.
818 року супроводжував імператора Людовика I в його поході до Бретані. Організував в Сен-Дені церковну школу, де освіту здобули наступні єпископи, зокрема Гінкмар, Дунгал, Оттфрід Вайсенбурзький.
Між 819 та 822 роками імператор призначив Гільдуїна імперським архікапеланом. У 822 році прибув до двору імператора Людовика I, ставши його першим радником з церковних питань, насамперед призначень на посади єпископів.
У 830 році під час війни Людовика I проти своїх синів Гільдуїн підтримав останніх. За це втратив усі посади, його було вигнано до Падеборну, а потім — Корвейського абатства. Ігумен Варін з цього монастиря прийняв його доброзичливо, натомість за що Гільдуїн подарував йому мощі святого Віта. Втім вже 832 року імператор повернув Гільдуїну усі посади: ймовірно вплинула вага Гільдуїна серед духівництва.
Відійшов від політичної діяльності, зосередившись на розбудові монастиря Сен-Дені в бенедиктинському дусі. 833 року виступив посередником між Людовиком I та його сином Людовиком II, королем Східнофранкського королівства.
Але 840 року після смерті Людовика I підтримав Лотаря I у боротьби проти свого брата Карла II. За це 841 року останній, відвоювавши північ Західнофранкського королівства прогнав Гільдуїна з посади абата Сен-Дені. Натомість Лотар I призначив Гільдуїна архієпископом Кельна, змістивши Лютберта, прихильника Людовика II, короля східнофранкського. 843 року після укладання Верденського договору остаточно втратив посаду абата. 844 року призначено канцлером імператора Лотаря I. 848 року виступив проти рішення Майнцького синоду про перепорядкування Бременського єпископства Намбурзькому архієпископству, Гільдуїн бажав зберегти церковну юрисдикцію Кельна над Бременом.
Разом з тим Гільдуїну довелося протистояти Лютберту, який не змирився з втратою посади. Лише 849 року було домовлено, що Гільдуїн та Лютберт обидва зрікаються прав на архієпископство. Замість Гільдуїна Кельнську кафедру очолив його небіж Гюнтер, Лютберт отримав Мюнстерське єпископство.
855 році після зречення Лотаря I разом з ним пішов до Прюмського монастиря, де невдовзі помер.

## Творчість
Є автором «Життя Діонісія Паризького». Також продовжив складання імператорських анналів. Можливо, був автором «Життя імператора Людовика». Гільдуїн також став першим перекладачем латиною «Ареопагітики».